# Budisme

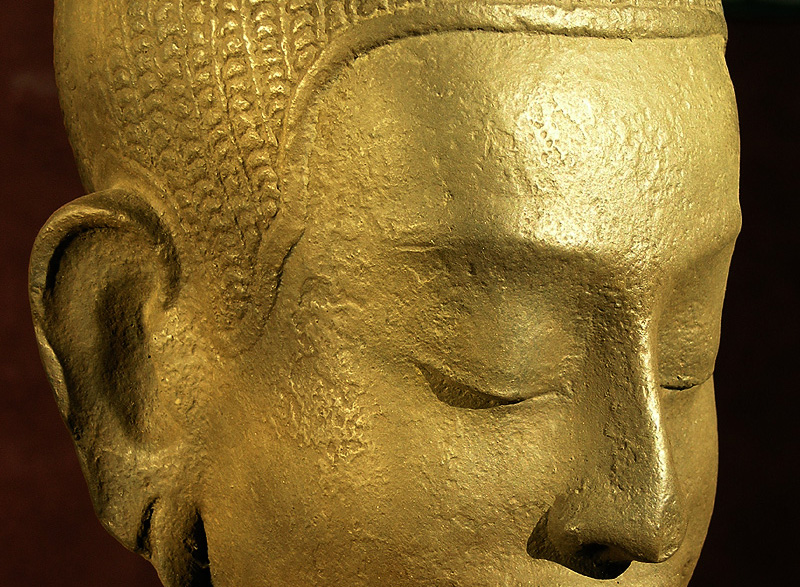
Estàtua representant Siddharta Gautama

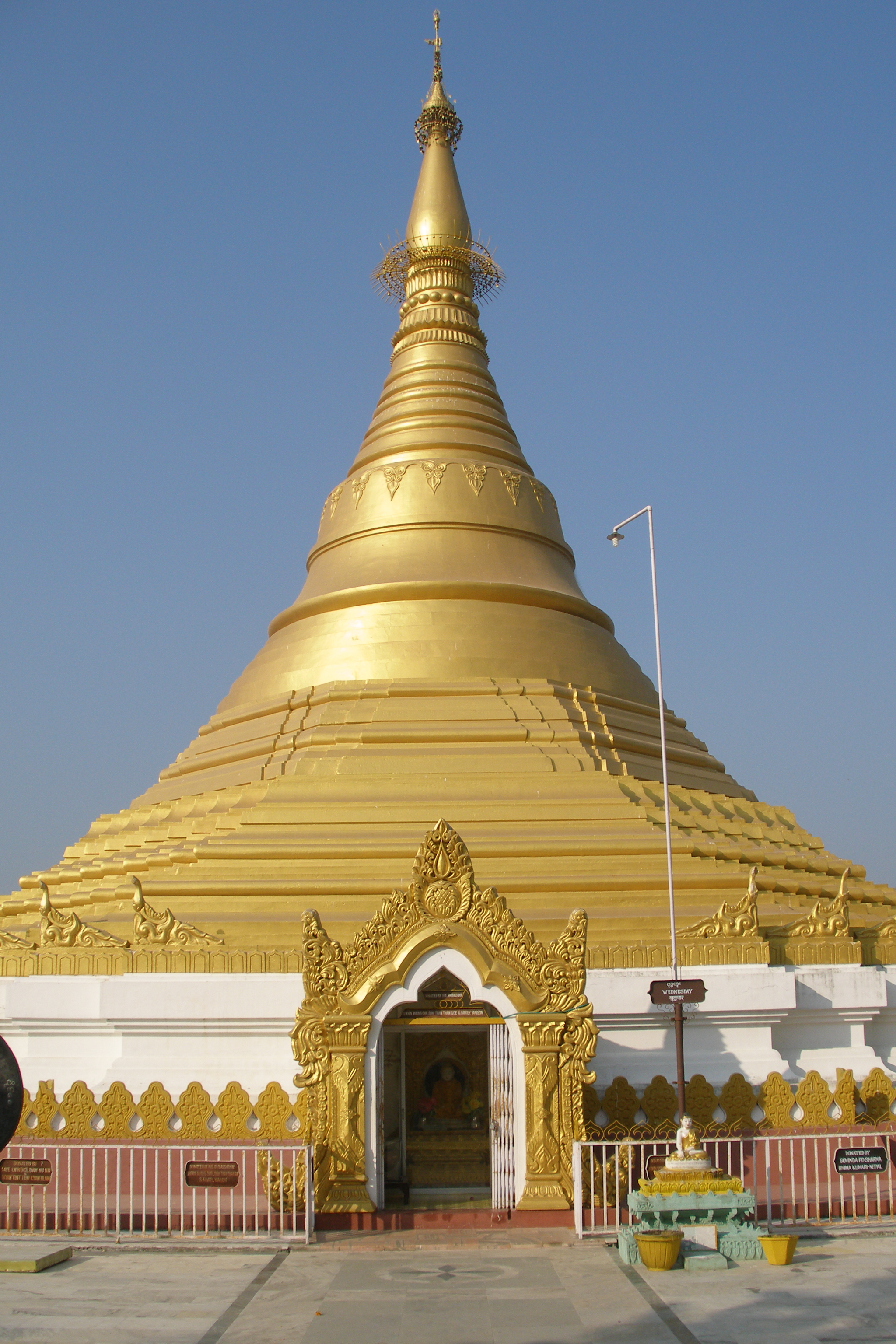
Pagoda a Lumbini (Nepal)

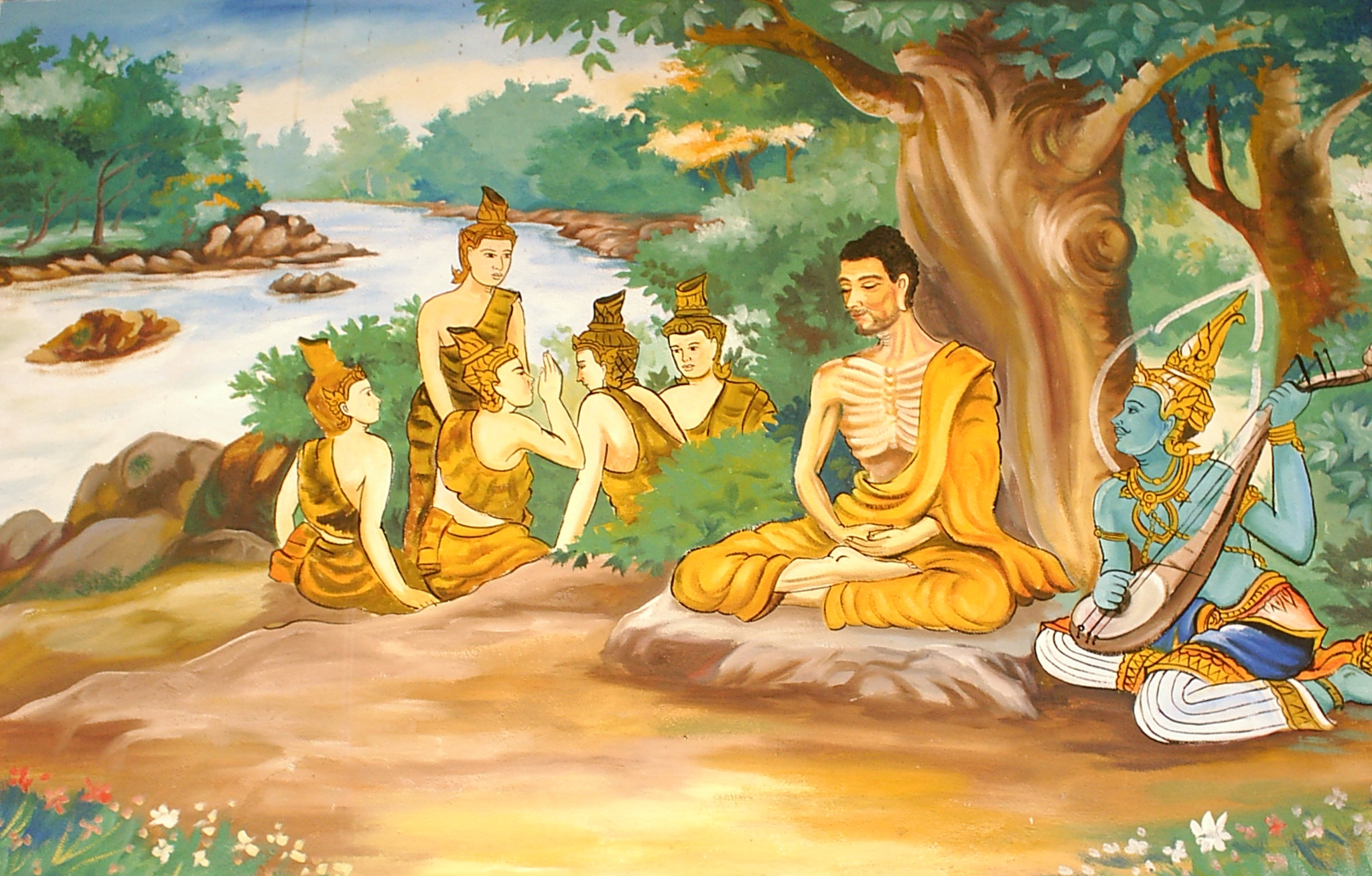
Siddharta Gautama amb els seus cinc deixebles

La Dharmatxakra (Roda Dharma) representa el noble camí dels vuit passos

El budisme és una doctrina filosòfica basada en els ensenyaments de Siddharta Gautama (el Buda històric). Una branca d'aquesta doctrina esdevingué, amb el temps, un sistema religiós.
Aquesta filosofia es va originar a l'Índia al segle vi aC i es va escampar cap a l'Àsia Central, el Tibet, Sri Lanka, el sud-est d'Àsia, la Xina, Corea i el Japó. Avui en dia el budisme també ha esdevingut relativament popular al món occidental. Es calcula que hi ha entre 230 i 500 milions de budistes en tot el món.

## Siddharta Gautama
Els relats sobre la vida de Siddharta Gautama estan barrejats amb mite, llegenda i simbolisme. Això es deu al fet que, més enllà del seu simple interès biogràfic, aquestes històries són vistes com una guia per a la vida dels seus seguidors, on els episodis són metàfores dels processos de crisi i recerca espiritual de l'ésser humà.
Siddharta era fill d'un rei (casta dels ksatriya, ja que va néixer hindú). Un profeta va vaticinar que esdevindria un gran líder espiritual o un gran general. El seu pare preferia la segona opció i el noi va créixer tancat al palau. En una de les seves escapades d'amagat va veure un intocable demanant diners i això el va commocionar tant que va abandonar tot el seu benestar i va iniciar una vida d'asceta errant. Es va endinsar al coneixement dels Upanixads i, a l'edat de 35 anys, després de restar immòbil al peu de l'arbre de bodhi durant 49 dies, va descobrir el misteri de l'alliberament, el nirvana. Així, va esdevenir el Buda, l'il·luminat. Va morir a l'edat de 80 anys.
Després de la il·luminació, va començar propagant el seu dharma o veritat budista. El primer sermó fou el Sermó de les quatre nobles veritats, el qual el condensa i en constitueix el nucli:
- Primera noble veritat: tota existència està impregnada de sofriment, de pena i de frustració per la caducitat d'un món en constant canvi. Tot és essencialment fugisser.
- Segona noble veritat: l'origen del sofriment es troba a l'afany de viure, al desig d'actuació, de plaer, de possessió.
- Tercera noble veritat: el sofriment se suprimeix aniquilant la set de viure, de gaudir, d'actuar. L'extirpació radical dels desigs i passions ens condueix a una serenitat i tranquil·litat absolutes. És el nirvana.
- Quarta noble veritat: el camí que condueix al nirvana és el noble camí de les vuit passes. Qui el segueix s'acosta a la il·luminació.

Les vuit passes són:
1. Coneixement recte de les Quatre Nobles Veritats.
2. Actitud recta: allunyar-se d'odis i enveges.
3. Paraula recta: no mentir ni parlar inútilment.
4. Acció recta: bona conducta moral.
5. Ocupació recta: guanyar-se la vida sense fer mal.
6. Esforç recte: fomentar tendències bones.
7. Pensament recte: no cedir als desigs.
8. Concentració recta: meditació.

## La forma d'entendre el món segons el budisme

### Les diferents escoles i tradicions budistes
Al començament els ensenyaments del Buda van ser només de tradició oral. Es van escriure al Cànon Pali. Aquest és el que regeix en exclusiva el budisme theravada o hinayana, que es considera dipositari dels ensenyaments originals del Buda que porten al nirvana, que és l'alliberament de l'existència cíclica (samsara). Aquesta és la forma de budisme que hi ha avui dia a Sri Lanka, Tailàndia, Birmània, Cambodja i el Vietnam.
Segles després, i en sànscrit, apareixen uns textos (sutres) que reclamen el seu origen directe de Buda i conformen la tradició mahayana. El budisme mahayana neix a l'Índia i s'escampa al Tibet, Mongòlia, la Xina, Corea i el Japó. La tradició mahayana és la dels bodhisattvas que lliguen el seu despertar espiritual al de la resta dels éssers mitjançant la pràctica de la bodhicitta (l'esperit del desvetllament).
La tercera escola budista és la que es va desenvolupar al nord de l'Índia i es coneix com a vajrayana o també tantrayana. Aquesta tradició es va escampar pel Tibet, Mongòlia i el Japó. Sovint aquesta línia es coneix com a budisme tibetà. Un aspecte destacable és el treball meditatiu basat en els texts tàntrics, on apareix el guru o lama com una figura molt important.

### El samsara i el nirvana
Segons el budisme, tots els éssers amb consciència (això exclou només el regne vegetal) viuen en un cercle d'existència mort-renaixement controlat per la llei de causa i efecte. Aquesta existència cíclica a mons o universos més o menys desafortunats, però sempre plens de patiment, es diu samsara. El samsara té sis regnes, un dels quals és el dels humans. El samsara, segons el Buda, no té començament però té un final individual per a qui pugui alliberar-se'n. Aquest alliberament es diu nirvana, literalment "sense fusta". Quan un ésser assoleix el nirvana, il·lumina la seva ment i obté la saviesa més absoluta. Un altre important factor, és que l'individu que ha assolit el nirvana escapa de l'infinit procés del samsara, i deixa de reencarnar-se. El budisme mahayana admet un despertar superior, dedicat al treball pels altres.
El samsara porta als renaixements i al patiment (Primera Veritat Noble). La causa del patiment és el desig (Segona Veritat Noble). L'eliminació del desig ens porta a l'alliberament del samsara (Tercera Veritat Noble). El camí de l'alliberament és el Noble Camí Òctuple (Quarta Veritat Noble).

## L'ètica budista

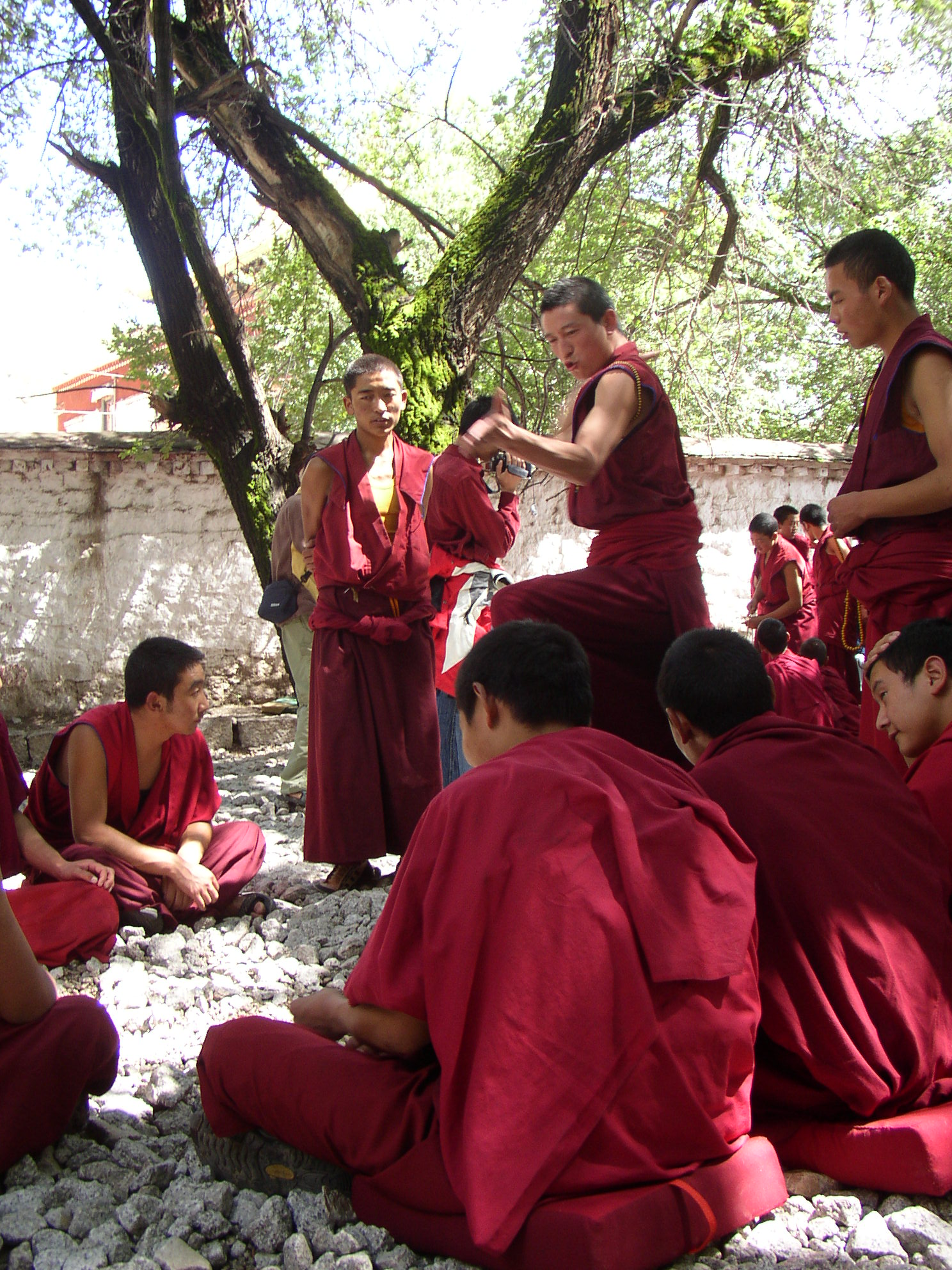
Monjos budistes al Monestir de Sera (Tibet)

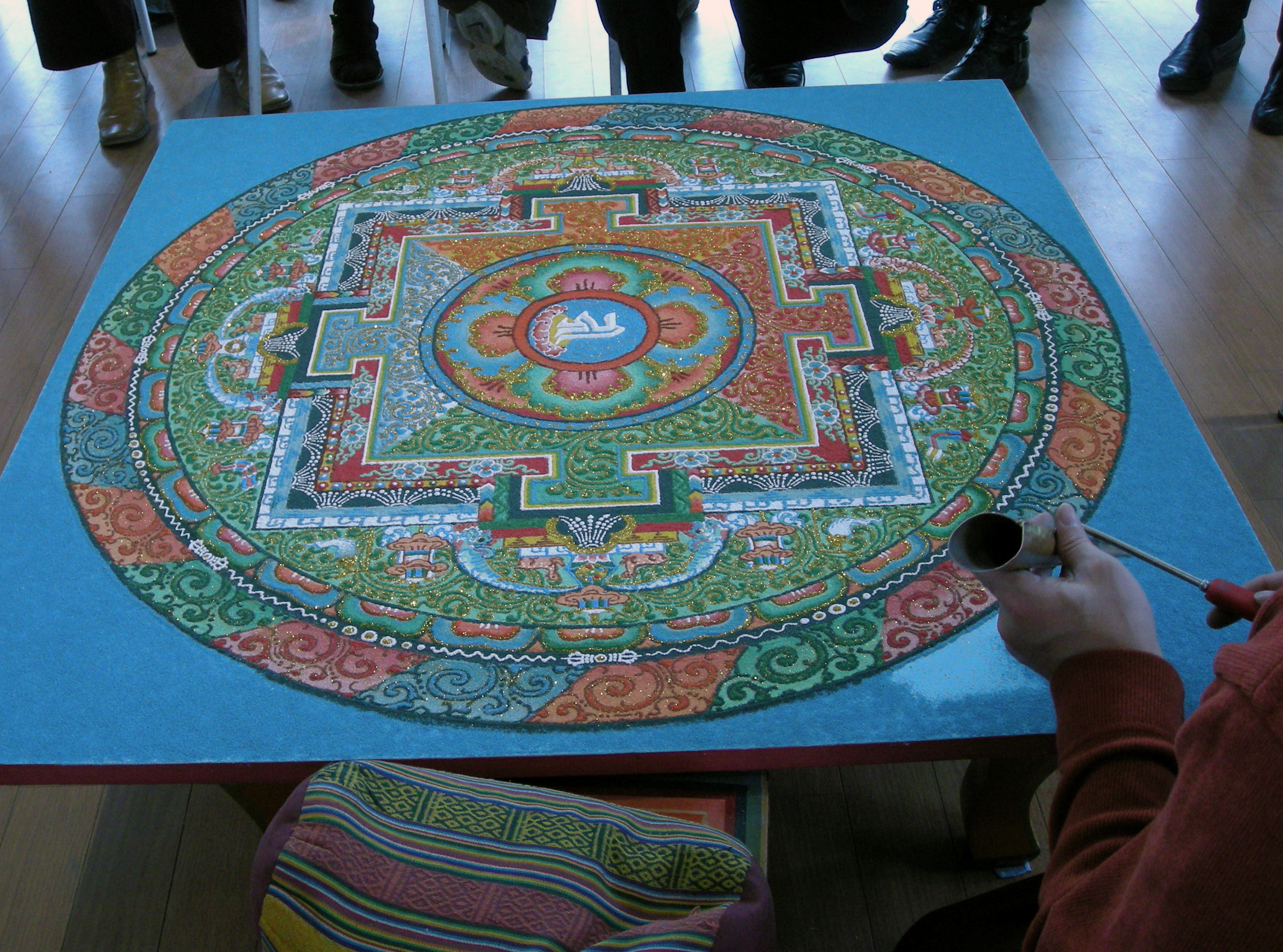
Mandala fet de sorra

Mantra

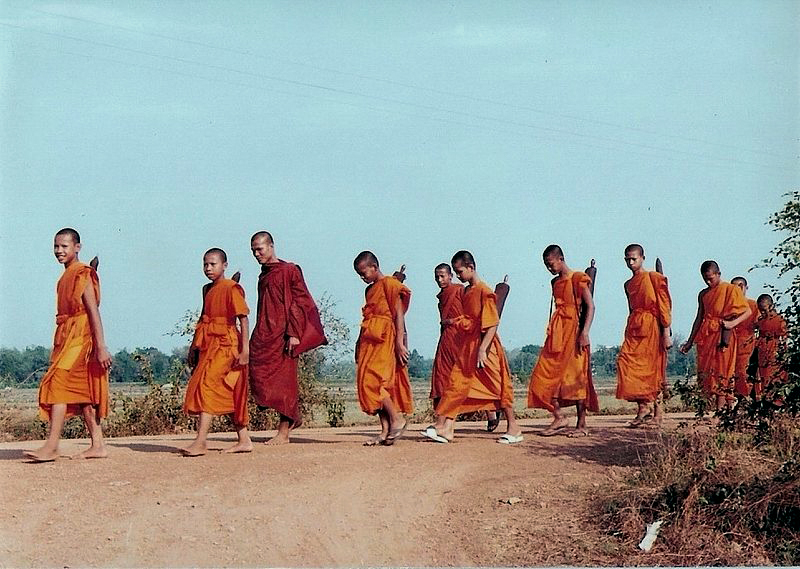
Pelegrins budistes a Tailàndia

La moralitat i ètica budista es recolza en els principis de no fer mal (ahimsa) i la moderació (el camí del mig). Segons els ensenyaments budistes, si una acció qualsevol pot ser potencialment perjudicial per a un mateix o per als altres, cal evitar-la. Al budisme es fa servir molt l'expressió de ment hàbil, que és aquella que evita totes les accions propenses a causar patiment o remordiment. L'esforç i la intenció determinaran la càrrega moral de l'acció.

## Desenvolupament inicial
Poc temps abans que Buda morís, els seus deixebles li van demanar que nomenés un successor però ell s'hi va negar instant-los que cadascú treballés individualment i assolís la seua pròpia salvació. Atès que en aquella època els ensenyaments budistes es transmetien només oralment, aviat es va fer evident la necessitat d'escriure aquests ensenyaments per poder tenir una base sòlida que mantingués la unitat i la puresa de la comunitat. Per tant, l'orde budista va decidir de reunir-se periòdicament per assolir un acord tant de la doctrina com de les pràctiques. A la tradició budista hi va haver quatre reunions que van ésser considerades Consells Superiors.

### Consells Superiors

#### Primer Consell
El primer consell superior es va fer a Rajagriha (actual Rajgir), immediatament després de la mort de Buda, i va ésser presidit pel monjo Mahakasyapa (encara que uns altres textos diuen que fou Ananda). El propòsit era unificar criteris pel que fa als ensenyaments del Buda a la disciplina monàstica.

#### Segon Consell
Es diu que al voltant d'un segle més tard es va fer un altre consell a Vaisali. El propòsit era fer front a 10 pràctiques monàstiques dubtoses dels monjos de la Confederació Vajjian. Per exemple, l'ús de diners o beure vi de palma. El Consell les va declarar fora de la llei. Alguns estudiosos consideren aquest fet com l'origen de la primera escissió del budisme, entre els Mahasanghika o Gran Assemblea (coneguts com a mahayana) i els budistes més estrictes (els Sthaviras o Ancians, coneguts despectivament com a hinayana). Tanmateix, el trencament entre aquests dos grups va ser 37 anys després per les contínues tensions, perquè no es posaven d'acord per la disciplina, la funció dels laics i la naturalesa de l'arhat.
Amb el pas del temps, aquests grups van seguir subdividint-se fins a arribar a fer 18 escoles que diferien unes de les altres per qüestions filosòfiques i doctrinals i per les regles de disciplina. De les 18 escoles, l'única que s'ha mantingut fins a l'actualitat és la Theravada.

#### Tercer Consell
El Tercer Consell Superior va ser convocat pel rei Aixoka al segle iii aC i es va fer a Pataliputra (actual Patna). La idea de fer-la va ser del monjo Moggaliputta Tissa, que volia fer fora de la sangha un gran nombre de falsos monjos que s'havien unit a l'orde només perquè aquest tenia la protecció reial. Al Tercer Consell Superior van ser rebutjats tots els punts de vista ofensius per a la fe i expulsat tothom que els donava suport. Aquest consell va acabar suposadament amb la recopilació dels textos i escrits budistes (Tripitaka), i amb l'afegit d'una secció de filosofia molt subtil (abhidharma) a la doctrina (dharma) i a la disciplina monacal (Vinaya), ja esmentada al Primer Consell. Un altre èxit del Tercer Consell Superior va ser enviar missioners a molts llocs perquè divulguessin la fe budista.

#### Quart Consell
Al voltant de l'any 100 va tenir lloc el Quart Consell Superior sota el patrocini del rei Kanixka I. No se sap bé si va fer-se a la ciutat de Jalandhar o en algun lloc de l'actual estat de Jammu i Caixmir. Hi haurien d'haver participat les dues branques del budisme, cercant la pau entre totes les escoles, però els budistes theravada es van negar a reconèixer la legitimitat del Consell.

### Conflictes i noves escoles
El budisme va viure un gran desenvolupament els primers anys de la seua existència, cosa que va donar lloc a conflictes d'interpretació dels ensenyaments de Buda. Aquest fet va determinar que es creessin les 18 escoles tradicionals del pensament budista. Aquestes escoles, analitzades com a grup, van ésser considerades molt conservadores i aferrades a la literalitat dels missatges del mestre. De totes elles, la Theravada va ser acusada de ser molt individualista i d'ignorar les necessitats dels laics. Aquesta disconformitat va fer que la sangha prengués la decisió de separar-se de la resta dels monjos, al Segon Consell Superior l'any 383 aC.
Mentre els monjos més conservadors van continuar honorant Buda com el perfecte il·luminat i mestre de la humanitat, els Mahasanghika, més liberals, van crear un concepte nou: la consideració que Buda és un ésser etern, omnipresent i transcendent. També van crear la teoria que el Buda humà era una encarnació del Buda transcendent, i que havia estat creat per a benefici de la humanitat. Entenent així la naturalesa de Buda, el pensament Mahasanghika pot ésser vist com a precursor del pensament mahayana.

#### Budisme tàntric
Al voltant del segle vii va aparèixer una nova forma de budisme coneguda com a vajrayana ("vehicle del diamant") o tantrayana a partir d'una tradició esotèrica. Va sorgir arran de la unió entre el budisme mahayana i les creences màgiques del folklore popular del nord de l'Índia. Tot i ser similar al tantrisme hindú, que va aparèixer aquells mateixos anys, el vajrayana difereix del mahayana per l'èmfasi que posa a l'acció sacramental. Les seues cerimònies d'iniciació inclouen l'entrada al mandala, un cercle místic o mapa simbòlic de l'univers espiritual. En aquest corrent són importants els mudres o gestos rituals, i els mantres o frases sagrades que es diuen repetidament durant la meditació. El vajrayana va esdevenir la forma del budisme dominant al Tibet. A través de la Xina va ser transmès al Japó, lloc on és practicat per l'escola Shingon.

## L'expansió des de l'Índia
El budisme es va expandir ràpidament per l'Índia gràcies als missioners que, enviats pel rei Aixoka, el van escampar tant al sud com al nord-oest del subcontinent. D'acord amb escrits del període del rei Aixoka, també es van enviar missioners als països mediterranis, però sense resultats satisfactoris.

### L'expansió asiàtica
Al rei Aixoka, al seu fill Mahinda i a la seua filla Sanghamitta se'ls relaciona directament amb la conversió de Sri Lanka al budisme. Des del començament del seu regnat, el budisme Theravada va esdevenir la religió oficial d'aquest país.

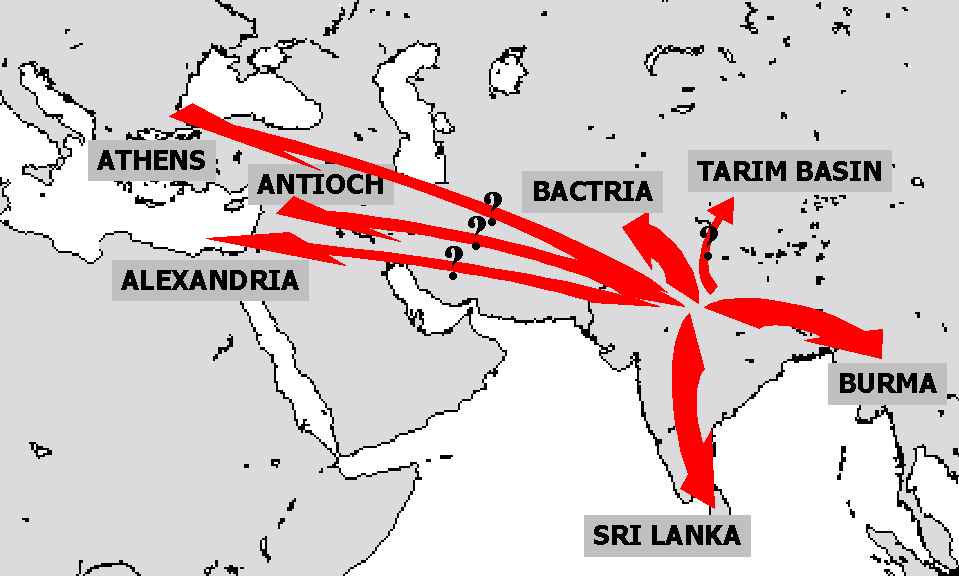
Proselitisme budista en temps del rei Aixoka

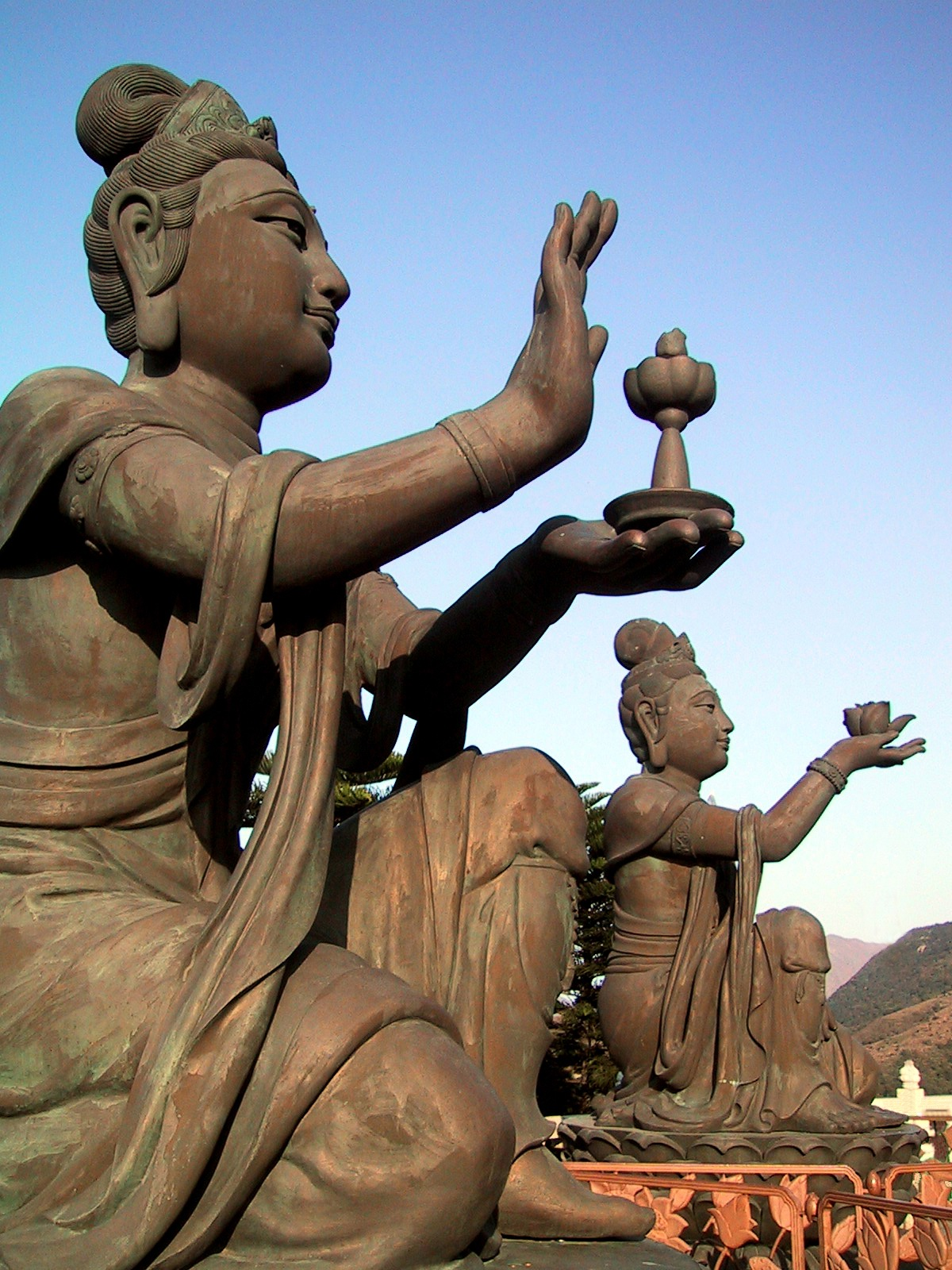
Estàtues budistes a Hong Kong.

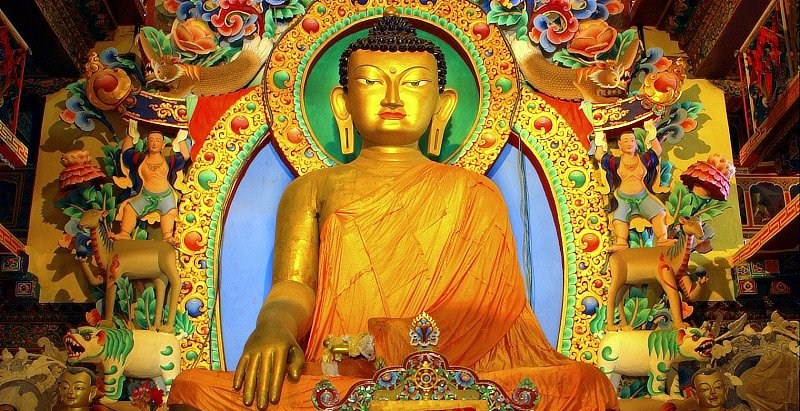
Estàtua de Buda a l'Índia

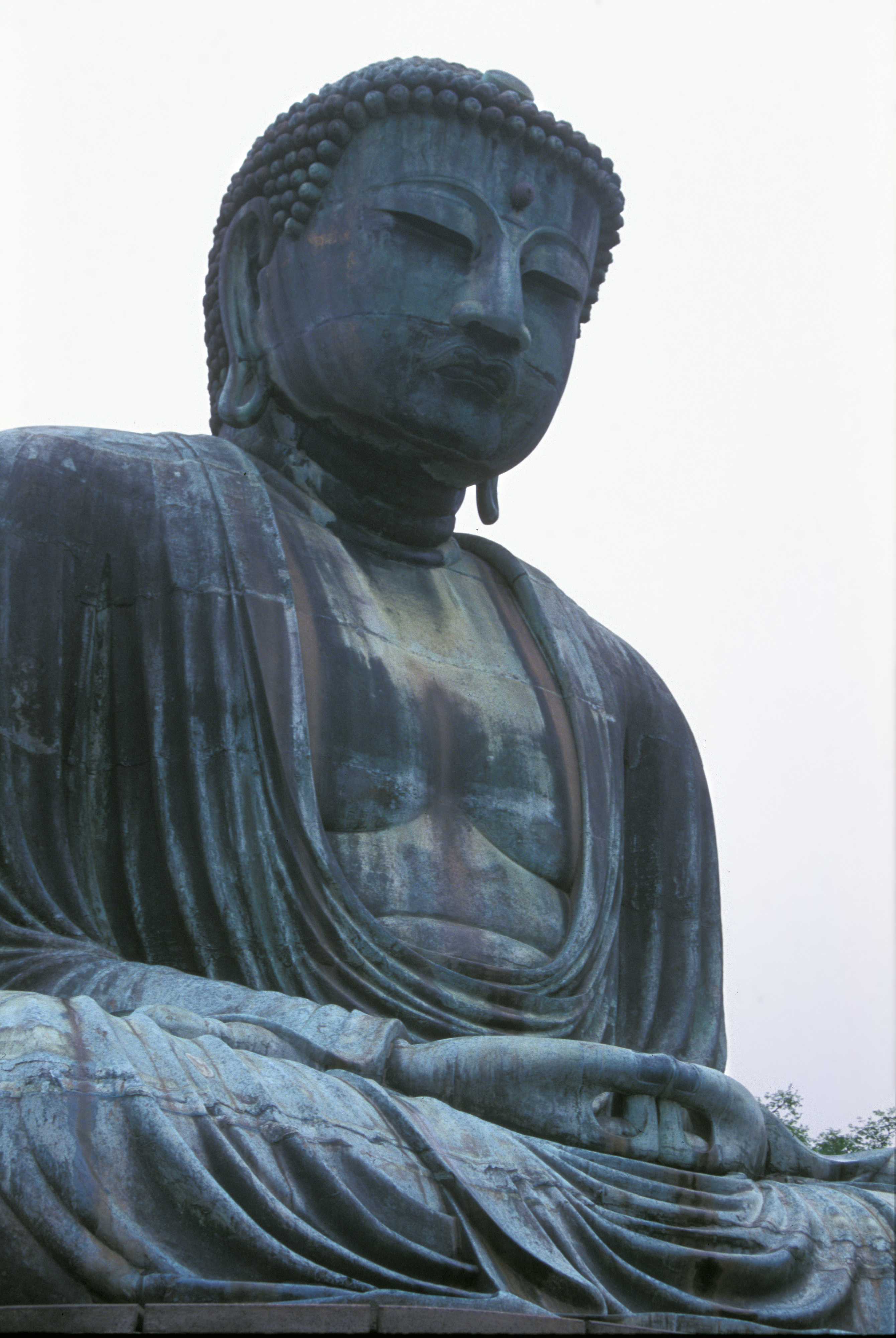
Estàtua de Buda a Kamakura (Japó)

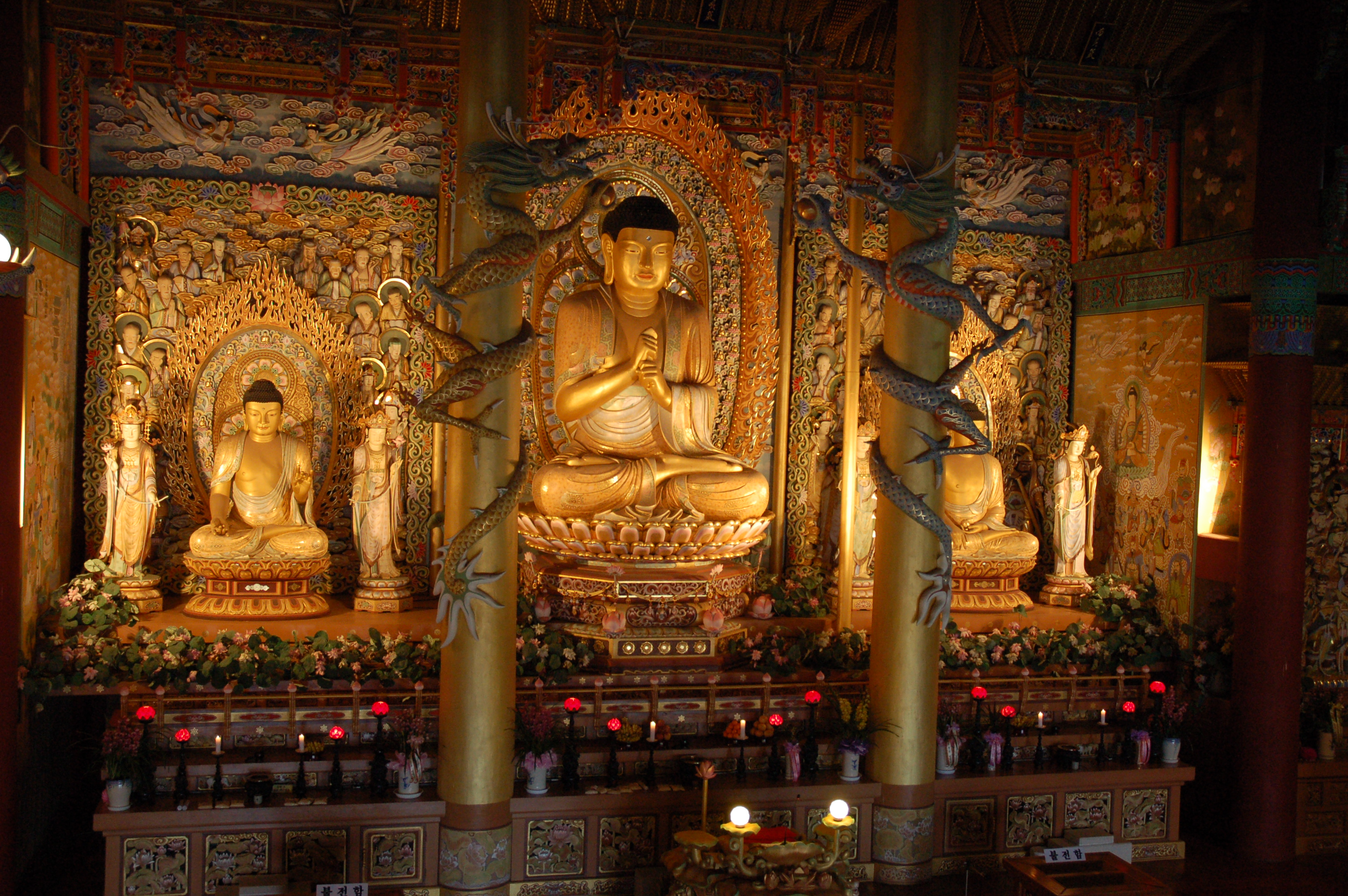
Interior d'un temple budista a Jejudo (Corea del Sud)

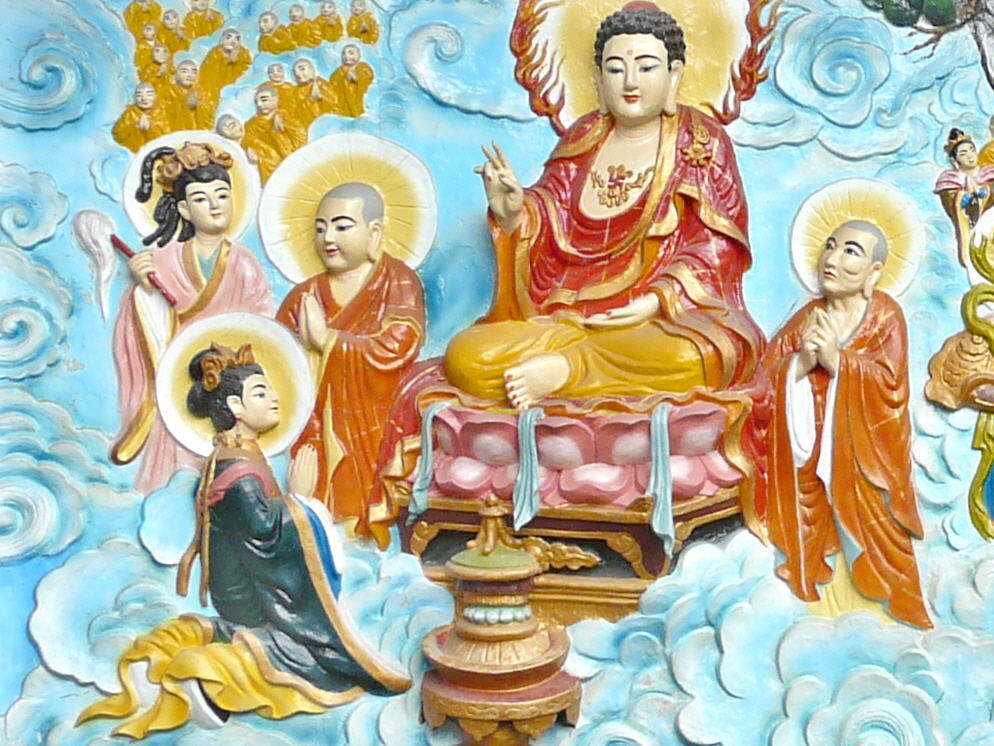
El buda Amitaba beneint una dona.

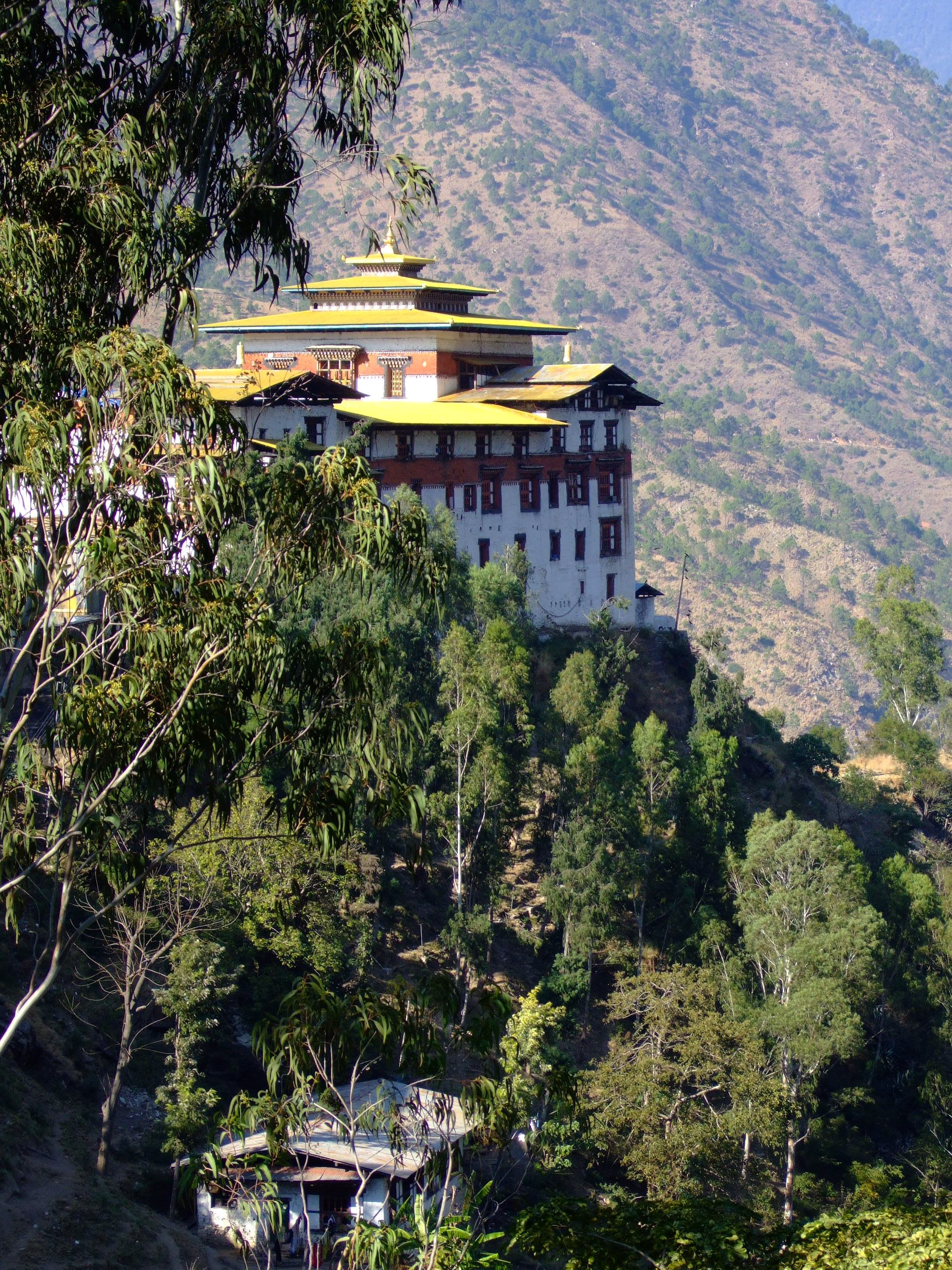
Monestir budista a Bhutan

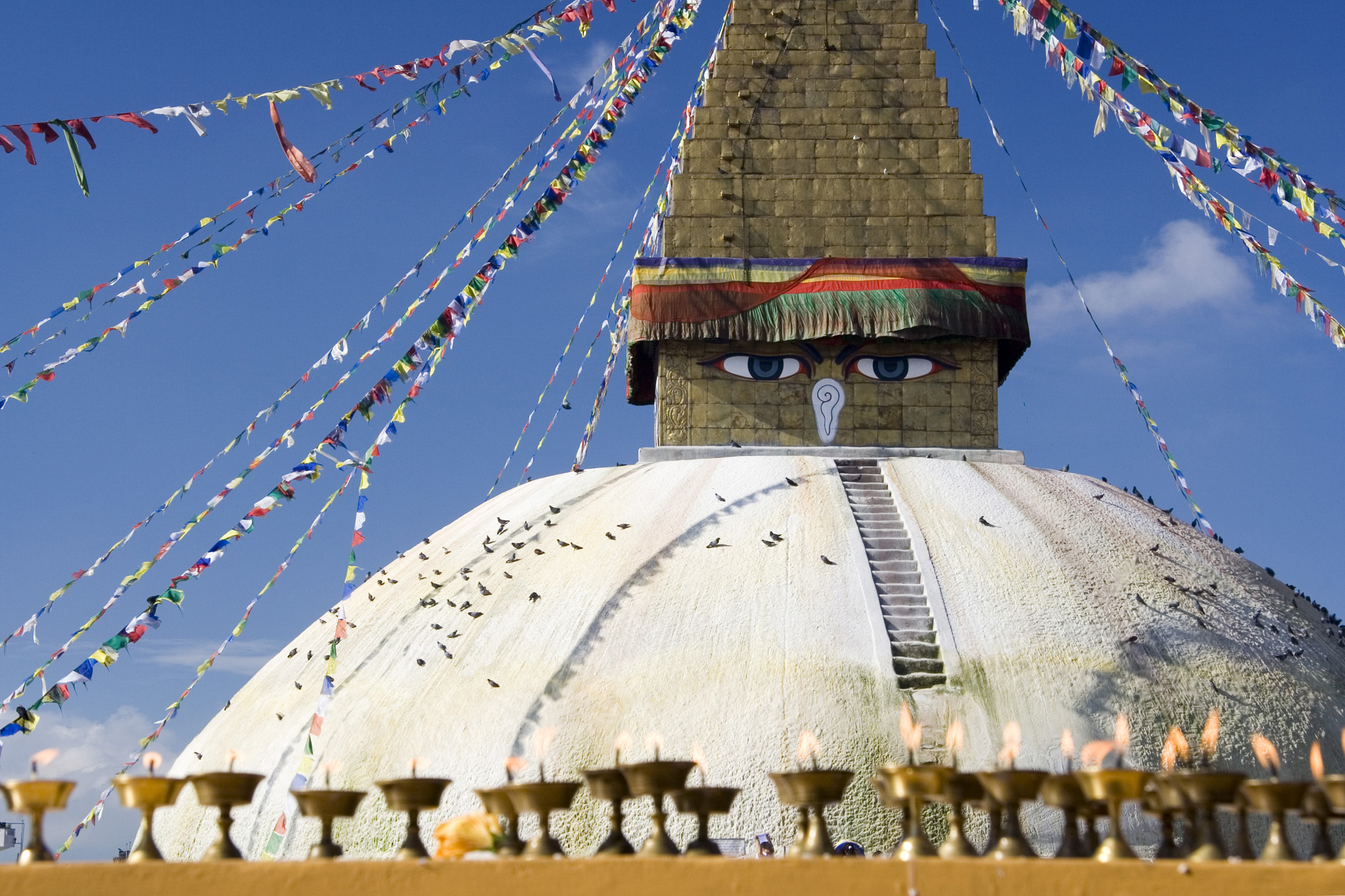
Stupa a Katmandú (Nepal)

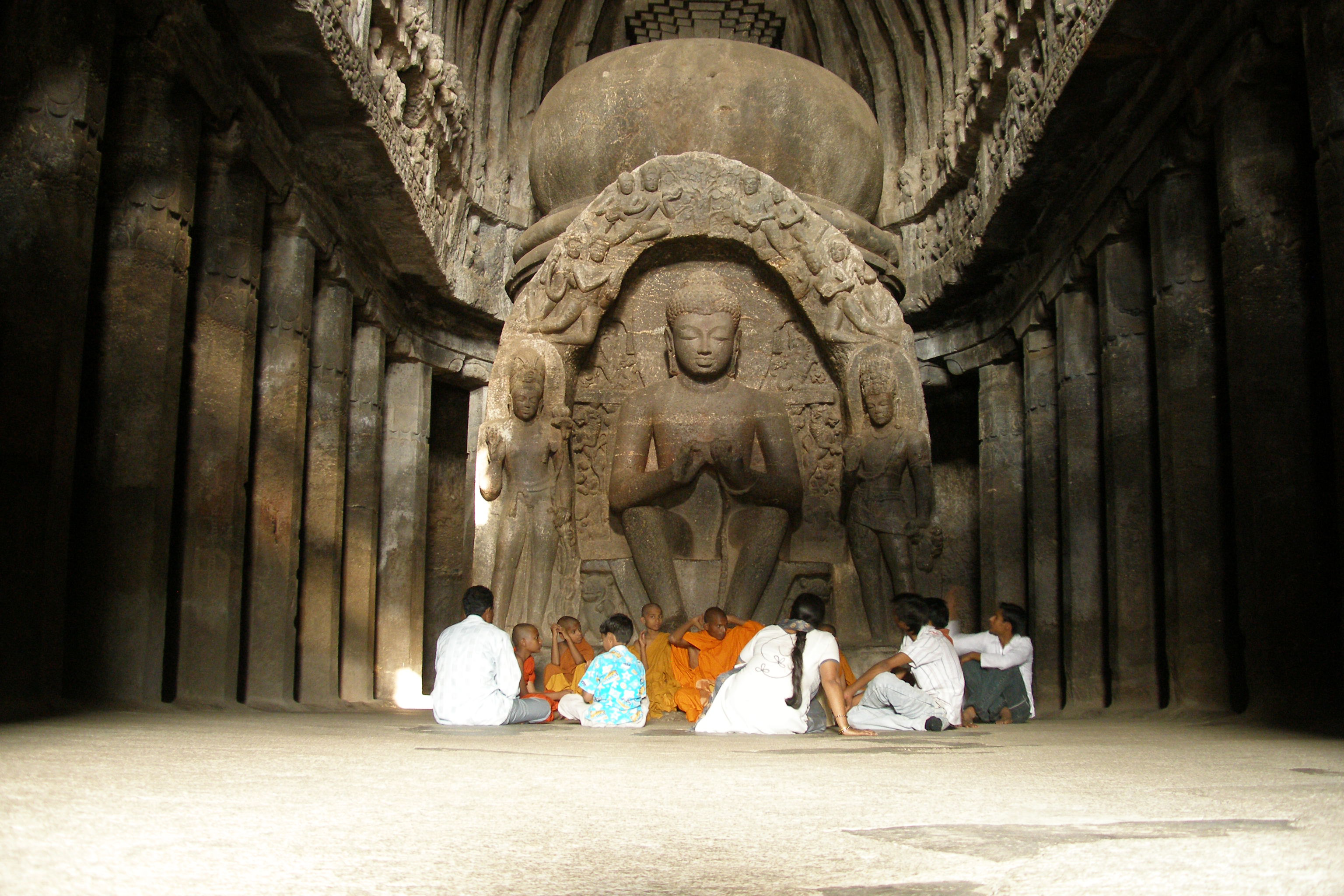
Cova habilitada com a temple budista a Maharashtra (Índia)

D'acord amb la tradició, durant el regnat d'Aixoka les doctrines de l'escola Theravada haurien estat dutes a Birmània des de Sri Lanka, encara que no hi ha constància fins al segle v. Durant el segle vi, el budisme Theravada es va estendre des de Birmània fins a l'actual Tailàndia. La religió va ésser adoptada pels tailandesos quan va arribar-hi des del sud-oest xinès entre els segles xii i xiv. Quan va néixer el regne de Tailàndia, el budisme Theravada va ésser adoptat com a religió oficial. Durant el segle xiv la casa reial de Laos va fer el mateix.
Tant el budisme mahayana com l'hinduisme van començar a influir Cambodja al final del segle ii. Tanmateix, després del segle xiv, i sota la influència tailandesa, el budisme Theravada va anar esdevenint de manera gradual la religió amb més força a Cambodja.
Cap al segle I dC el budisme va ésser portat a l'Àsia central i des d'allà, i durant aquest mateix segle, va entrar a la Xina seguint les rutes del comerç de la Ruta de la Seda. Tot i que va patir l'oposició del confucianisme (va patir severes persecucions l'any 446, el període 574-577 i l'any 845) el budisme va consolidar-se i va influir amb força a la cultura xinesa, adaptant-se als costums del país. El període de més influència del budisme xinès va acabar amb la gran persecució de l'any 845. Malgrat això, els grups Zen (o Ch'an), enfocats en la meditació (del sànscrit dhyana, "meditació"), i de la Terra Pura (que posen més èmfasi a la devoció) continuaren essent importants.
Des de la Xina, el budisme va continuar la seua expansió asiàtica. Les autoritats del confucianisme no volien que entrés al Vietnam, però la influència mahayana s'hi feia sentir des de feia molt de temps, aproximadament des de l'any 189. D'acord amb alguns testimonis, el budisme va arribar per primera vegada a Corea (des de la Xina), el 372. Des de llavors, i a causa de la forta influència que durant segles hi va tenir la Xina, Corea es va anar convertint gradualment.
El budisme va ésser portat al Japó des de Corea. Tot i que els japonesos ja tenien coneixement d'aquesta doctrina, el 552 es considera l'any de la seua introducció oficial al país. El 594, el regent Shotoku Taishi el va declarar la religió oficial del Japó.
El budisme va arribar al Tibet al començament del segle vii per influència de les esposes estrangeres del rei d'aquell moment. A mitjan segle viii ja tenia molta influència a la cultura tibetana. Un personatge que va tenir un gran protagonisme per al creixement del budisme tibetà va ésser el monjo hindú Padmasambhava, el qual va arribar al Tibet l'any 747. Volia escampar el budisme tàntric, i aquest va acabar essent el més difós al Tibet. Tant els budistes xinesos com els indis competien per la influència de la seua religió al Tibet, fins que al final del segle viii els xinesos van ésser vençuts i expulsats del país.
Aproximadament set segles més tard, els budistes tibetans havien adoptat la idea que els abats dels grans monestirs eren la reencarnació de famosos bodhisattves. Arran d'això, l'abat principal va ésser conegut com a dalai-lama. Des de mitjan segle xvii fins a 1950, any que la Xina va conquerir el Tibet, els dalai-lames van dirigir el Tibet com una teocràcia.

### Nous grups i escoles
Tant a la Xina com al Japó i a tota l'Àsia occidental es van crear i desenvolupar importants grups budistes, essent-ne els més influents el Zen (en xinès Ch'an) i el de la Terra Pura (o Amidisme).
L'escola Zen practica la meditació com a camí per trobar intuïtivament i de sobte el buda intern. Va ésser fundada pel monjo hindú Bodhidharma (el qual va arribar a la Xina l'any 520) i dona més importància a la il·luminació que no pas a l'aspecte doctrinal o a l'estudi de les escriptures.
En comptes de meditar, la doctrina de la Terra Pura subratlla la fe i la devoció cap a Amitaba (o Buda de la Llum Infinita) per tal de renéixer en un paradís etern conegut com la Terra Pura. Més que ser el premi per la pietat i la bondat dels humans, renéixer a aquest paradís depèn de la gràcia i del poder d'Amitaba. Els devots mostren la seua devoció a Amitaba per mitjà de la incessant repetició de la frase "Homenatge a Buda Amitaba" i hom creu que el fet de dir aquestes paraules sincerament és prou per garantir l'entrada a la Terra Pura.
Una important secta japonesa del budisme mahayana és la Nichiren, que rep aquest nom en honor de qui la va fundar al segle xiii. Aquesta secta creu que al Sutra del Lotus hi ha l'essència dels ensenyaments de Buda. El seu contingut pot ésser resumit amb la frase Homenatge al Sutra del Lotus, la qual, i a força de repetir-la, permetria als devots assolir la il·luminació.

## Institucions i pràctiques
Les obligacions religioses i la seua observança són diferents entre la sangha (o comunitat monàstica) i els laics, com dins de cadascun d'aquests dos grups.

### La vida monàstica
Des del començament els seguidors més devots de Buda estaven organitzats en un grup monàstic que es diu sangha. Els membres podien ésser fàcilment identificats pels caps totalment afaitats i llurs túniques sense costures i de color taronja. Els primers monjos budistes anaven d'un lloc a un altre, establint-se només durant l'època de pluges perquè els viatges eren més difícils. Cadascuna d'aquestes comunitats establertes (i les que es van anar creant amb el temps) eren independents i estaven organitzades democràticament. La vida monàstica es regia pels principis del sutra Vinaya, una de les tres col·leccions canòniques de les escriptures. Cada 40 nits, i a cada comunitat, els monjos feien una assemblea formal que es deia uposatha. Una part molt important d'aquesta cerimònia era la recitació respectuosa de les regles del Vinaya i la confessió pública de totes les transgressions. La sangha incloïa normes per a monjos i monges i això era un tret únic i distintiu entre els ordes monàstics de l'Índia. Dones i homes seguidors del budisme Theravada eren solters, i obtenien el menjar demanant almoina diàriament a les cases dels laics més devots. En canvi, l'escola Zen, i com a part de la seua disciplina, exigeix als seus membres treballar per guanyar el seu aliment. La popular escola Shin del Japó (una branca de la de Terra Pura) permet als seus sacerdots casar-se i formar famílies. Una funció tradicional dels monjos budistes és fer funerals. Hi reciten les escriptures i els mèrits del difunt.

### La veneració pels laics
Al budisme, els actes de veneració que fan els laics són més aviat personals que no pas grupals. Des dels temps més remots hi ha una pregària feta servir pels laics i pels membres de la sangha. Es diu Els Tres Refugis, i diu: "Em refugio al Buda. Em refugio al dharma. Em refugio a la sangha." Tot i que teòricament el budisme Theravada no adora Buda, sí que hi ha una veneració que es mostra per mitjà del culte a l'estupa (estructura sagrada que conté una relíquia). Els devots caminen al voltant de la cúpula seguint el sentit de les agulles del rellotge, portant flors i encens com a signe de respecte. Al temple Dalada Maligava de Kandy (Sri Lanka) es conserva com a relíquia una dent de Buda. Aquest objecte és el centre d'adoració d'una festa que es fa cada any el dia de l'aniversari de Buda (festivitat a tots els països budistes i que l'escola Theravada anomena Vaisakha, nom del mes en què va néixer Buda). D'altra banda, és molt popular en els països de la branca Theravada una cerimònia coneguda com a pirita (protecció), a la qual es llegeix una sèrie d'encanteris protectors procedent del Cànon Pali, a fi d'exorcitzar els esperits malignes, curar els mals, beneir les construccions noves i aconseguir altres beneficis.
Als països de la branca mahayana els ritus són més importants i, així, les imatges de Buda i dels bodhisattves que hi ha als altars dels temples i a les cases dels més devots, serveixen com a llocs per a l'adoració. La pregària i els cants són actes de devoció molt típics, com també ho són l'oferiment de fruites, flors i encens. Una de les festes religioses més populars tant a la Xina com al Japó és la d'Ullambana, durant la qual es fan ofrenes als esperits dels morts i als fantasmes afamats. Es diu que durant aquesta celebració les portes de l'altre món romanen obertes perquè els esperits que ja se n'han anat puguin tornar a la Terra durant uns moments.

## El budisme en l'actualitat
Una de les característiques més notables del budisme és la seva capacitat per adaptar-se als canvis de les condicions, i a les diferents cultures. Des d'un punt de vista filosòfic, el budisme està en contra dels béns materials però no està en conflicte amb les ciències modernes. Al contrari, diu que fins i tot Buda va tenir una aproximació de caràcter experimental als seus principis de fe.
Tant a Tailàndia com a Birmània el budisme sempre ha tingut molta força. Com a resposta a les acusacions d'estar poc compromesos socialment, els sacerdots d'aquests països s'han involucrat als d'ajuda a la comunitat. Tot i que feia molt de temps que el budisme havia desaparegut de l'Índia (aproximadament entre els segles viii i xii), hi va haver una petita espurna de ressorgiment amb la conversió al budisme de 3,5 milions d'antics membres de la casta dels intocables. Va passar sota el lideratge de B. R. Ambedkar el 1956.
Sota els règims comunistes asiàtics, el budisme ha hagut d'afrontar períodes molt difícils. A tall d'exemple, a la República Popular de la Xina el budisme segueix existint però sota una estricta regulació i supervisió governamental. Molts monestirs i temples van ser convertits en escoles, dispensaris i organismes públics. Tant els monjos com les monges han hagut d'assumir funcions laborals a més de les que els pertoquen com a religiosos. Després de la invasió del Tibet, les autoritats xineses van tractar d'eliminar-hi la influència budista.
Només al Japó, i des de la Segona Guerra Mundial, han sorgit nous moviments budistes. El més important és el de Soka Gakkai, corrent laic associat al budisme Nichiren. És molt conegut per l'eficaç organització, per les agressives tècniques de conversió, per l'ús de mitjans de comunicació de masses i pel fort component nacionalista. Aquest grup promet als seus seguidors tota mena de beneficis materials i de felicitat per a tota la vida. Des de 1956 ha estat molt relacionat amb la política japonesa presentant candidats, amb un partit polític propi: el Komeito (Partit del Govern Net).
El creixent interès pel budisme a les cultures asiàtiques, i el que desperten els seus valors espirituals als països occidentals, ha fet que neixin un gran nombre de societats dedicades a l'estudi i a la pràctica del budisme.
Budisme socialment compromès: El budisme sempre ha destacat per un sentiment de responsabilitat universal envers tots els éssers, és per això que actualment hi ha un corrent de budisme molt implicat en els moviments socials i en la defensa dels drets humans.
Alguns autors del budisme socialment compromès: "En aquest moment crític de la història, el repte de budisme socialment compromès no és convèncer els ciutadans que la religió pot tenir un paper positiu, sinó mostrar-ho". David Loy
"El repte especial que enfronta el budisme en el nostre temps és posicionar-se com un defensor de la justícia al món, una veu de la consciència per a les víctimes de les injustícies socials, econòmiques, i politiques, que no poden parlar per si mateixes". Bhikkhu Bodhi
"Fer un camí de transformació interior i exterior... adonant-nos que el nostre veritable treball és igual tant si ens ocupem de nosaltres mateixos, de les nostres famílies, de les nostres comunitats o de la nostra societat i dels ecosistemes en general". Donald Rothberg
"És la meva experiència que el món en si mateix té un paper en el nostre alliberament. Les seves pressions, dolors i els riscos ens poden despertar, alliberar-nos dels lligams de l'ego i guiar-nos a la nostra llar, la vasta naturalesa veritable". Joanna Macy
"Però en el fons hem de recordar que l'esperança és només això, esperança. Llevat que condueixi a l'acció, no serveix de gaire. L'acció és molt més important que limitar-se a pregar. Llevat que les nostres percepcions tinguin com a resultat alguna acció pràctica, no serveixen per a res. El veritable efecte ha de sorgir de l'acció i no només de l'esperança". Dalai Lama

## El budisme a Catalunya
A Catalunya el budisme ha arribat per dues vies molt diferents: en primer lloc, a causa de l'atracció pel món oriental, penetra en alguns sectors de les classes mitjanes catalanes, sobretot a partir dels anys 1970. En segon lloc, i de forma més tardana, la immigració procedent de països amb aquesta tradició fa créixer també la comunitat budista catalana. Així com aquesta segona població es concentra sobretot en les zones industrialitzades i amb més activitat econòmica del país, la primera es troba arreu de Catalunya, a vegades fins i tot en entorns rurals, ja que la proximitat amb la natura és un valor de gran importància per als budistes. El juliol del 2014 es comptaven 66 centres de culte al país.

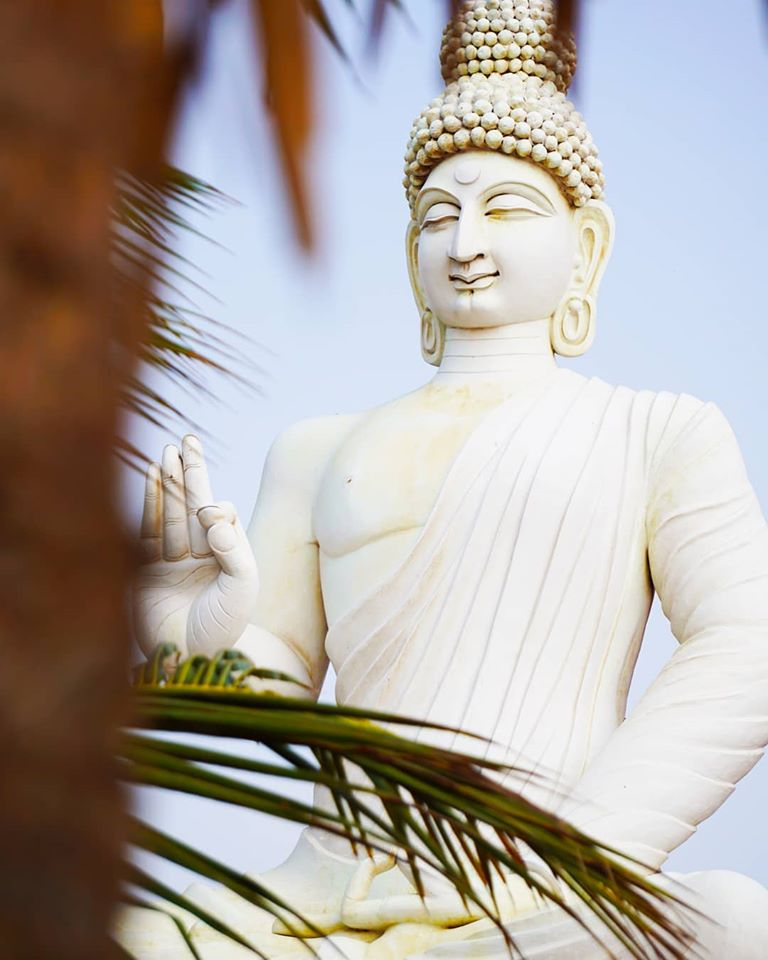
Buda